# Леа Дајч
Леа Драгица Дајч (Загреб, 18. јануар 1927 — Аушвиц, мај 1943) била је хрватска дечја глумица јеврејског порекла која је умрла за време Холокауста. Била је најмлађа глумица загребачког Хрватског народног казалишта, па су је често називали чудом од детета и хрватском Ширли Темпл, као и хрватском Аном Франк, услед сличних судбина. Леа је дете Стјепана и Ивке Дајч, рођене Зингер. Отац Стјепан био је адвокат, а мајка Ивка образована домаћица која се активно бавила шахом. Дајчеви су живели у загребачкој Гундулићевој улици број 39 у двоспратној кући.

## Глумачка каријера
Леа Дајч почела је глумити у ХНК у Загребу с пет година у дечјој позоришној групи Дјечје царство. Прва јој је била улога Приску у Фројденрајховим Граничарима. Потом су уследиле бројне улоге у дечјим представама, затим у представама Г. Хауптмана Пред залаз сунца те у Метерлинковој Сестри Битрис.
Играла је и улогу Маријет у комедији. Тито Строци за њу пише текстове, а Јосип Дечи оперету Чудо од дјетета. Њена глумачка колегиница била је Немица Дарија Гаштајгер која је пред крај Другог светског рата напустила Хрватску, те сад живи у Инзбруку. Посљедњи Леин наступ био је сценски приказ Шаховска игра у ХНК 15. марта 1941. У тој представи Леине другарице из разреда су глумиле улоге шаховских фигура, док је Леа публици објашњавала потезе.

## Прогон у Аушвиц
Године 1941. основана је Независна Држава Хрватска која је донела расистичке законе, према којима Леа као Јеврејка више није смела глумити. У нади да ће избећи прогон, Дајчеви из јудаизма прелазе на католицизам, а отац Стјепан скрива се као доктор у Клиничком болничком центру „Сестре милосрднице“. За Дајчеве су се заузимали многи Загрепчани, глумац Тито Строци, те пар Вика Подгорска и Хинко Нучић, али нису је успели спасити. Леа је са 16 година ухапшена и заједно са својим млађим братом Сашом и мајком Ивком послана у Аушвиц. Умрла је у сточном вагону, из којег је од 75 људи њих 25 умрло. Мајка и брат умрли су у логору, док се отац извукао захваљујући др Панцу, који га је скривао у болници. Као сећање на Леу, јеврејска основна школа у Загребу носила је њено име — Основна школа „Лаудер - Леа Дајч“, али је од од 1. септембра 2006. у стању мировања.

## Заоставштина
Године 2011. хрватски режисер Бранко Иванда снимио је биографски филм о Леи Дајч и Дарији Гаштајгер назван Леа и Дарија. Филм приказује њихове заједничке наступе пре Другог светског рата, живот за време оснивања Независне Државе Хрватске и одвођење Лее и њене породице у Аушвиц. Улогу Лее Дајч тумачи загребачка плесачица Клара Нака.